# Majorat Bärsdorf

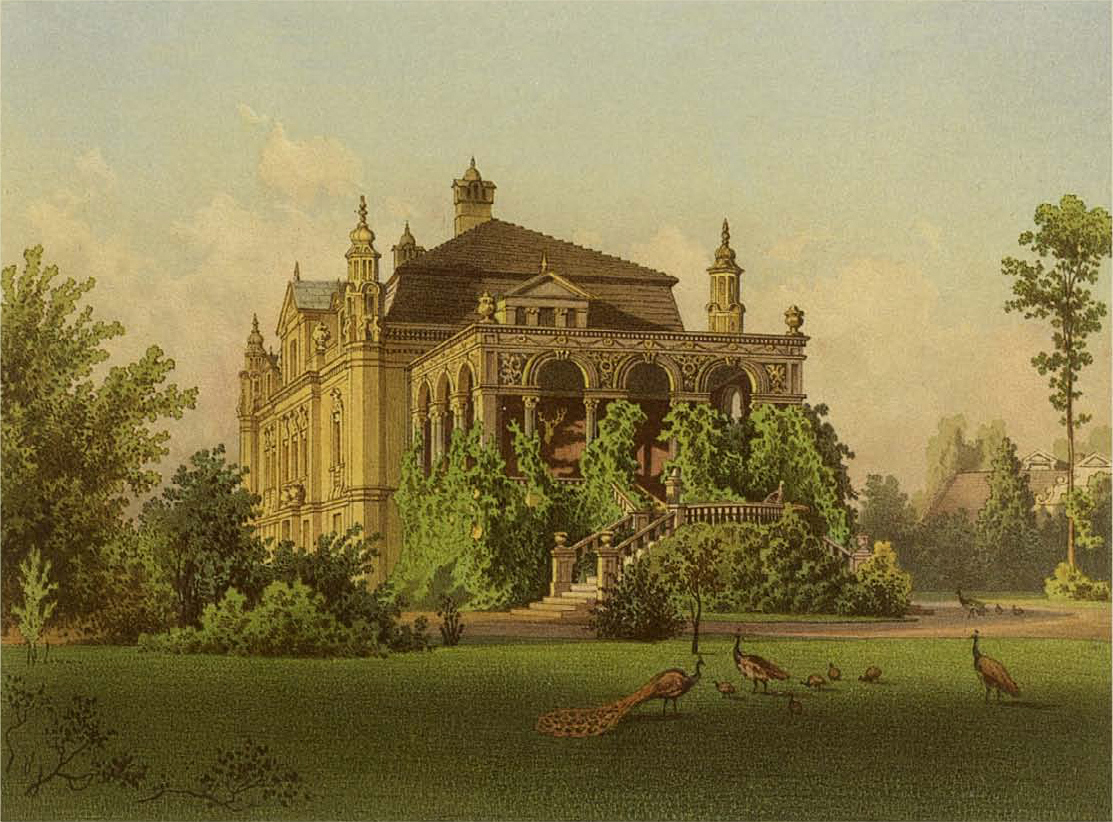
Bärsdorf um 1873/74, Sammlung Alexander Duncker

Das Majorat Bärsdorf war ein Rittergut in Bärsdorf-Trach in Niederschlesien.

## Geschichte
Die Begüterung Bärsdorf ist 1766 früh zu einem Fideikommiss auf Grundlage einer Familienstiftung des Wolfgang Heinrich von Rothkirch bestimmt worden. Bärsdorf umfasste die Rittergüter Ober-, Mittel-, Nieder-Bärsdorf und Neu-Sorge sowie das Forstrevier Briese im damaligen Kreis Goldberg-Haynau und Feldmark, zudem das Forstgut Mittel-Rüstern im damaligen Kreis Liegnitz. Das Gut wurde 1857 durch Johann von Rothkirch zum Majorat errichtet. Später kaufte Ernst Wolfgang, Freiherr von Rothkirch und Trach die Kloster-Güter Briese und Forst Mittel-Rüstern aus dem Erlös des früher verkauften Rittergutes Steudnitz dazu. Zuvor war der Gebäude-Komplex im Besitz der von Busewoy, später der von Wiese. Die Nachfolge des Besitzes trat nach dem Tod des Oberlandesgerichtsrat und Johanniterritters Leopold Graf Rothkirch, Freiherr von Trach (1796–1866) im Jahr 1866 dessen Sohn an, der Kammerherr und Rittmeister Dorotheus Graf Rothkirch, Freiherr von Trach. Dieser baute das Haus aus und ergänzte das Anwesen um einen Park im Baustil des bestehenden Gebäudes.
1870 nennt das Schlesische Güter-Adreßbuch 3045 Morgen zu Bärsdorf, Ober-, Mittel- und Nieder. Im Jahre 1912 dann zum Majorat zugehörig eine Gesamtfläche von 779 ha, davon 53 ha Wald. Zum Gutsbereich gehörten noch Industrieanlagen wie eine Ziegelei und eine Brauerei, also ein vielfältig aufgestellter Betrieb.
Letzte Majoratsherren auf Bärsdorf wurden Dorotheus Graf Rothkirch, mit Ausdehnung des preußischen Grafenstandes auf die gesamte Nachkommenschaft, dann dessen Sohn Lothar Graf Rothkirch, Freiherr von Troch. Er war wiederum zugleich Kurator der Ritterakademie Liegnitz und des St. Johannisstiftes, vermählt mit Luise von Tiedemann (1877–1939). Deren Erbe wurde Dorotheus Graf Rothkirch (1904–1983). Er lebte mit seiner Frau Liselotte Brühl um 1942 in Berlin und nach dem Krieg und der Enteignung in Bayern.